# Саммит ШОС в Шанхае (2001)
Саммит Шанхайской организации сотрудничества—2001 (кит. упр. 2001年上海合作组织峰会, англ. Shanghai Cooperation Organization Summit 2001) — встреча глав государств — основателей организации, прошедшая 14—15 июня 2001 года в одноимённом китайском городе.

## Предыстория
В 1996 году была образована «Шанхайская пятёрка» (Китай, Россия, Казахстан, Таджикистан, Кыргызстан). Последующие ежегодные саммиты участников «Шанхайской пятёрки» проходили в Москве в 1997 году, Алма-Ате (Казахстан) в 1998 году, в Бишкеке (Кыргызстан) в 1999 году и в Душанбе (Таджикистан) в 2000 году. Ко времени проведения бишкекского саммита началось создание постоянных механизмов сотрудничества: встреч министров и экспертных групп. Начала складываться новая международная организация. Появились национальные координаторы, назначаемые каждой страной.

## Участники
Страна-хозяйка и лидер выделены жирным шрифтом. Главы остальных государств — членов организации указаны в алфавитном порядке русского языка.
- Китай — председатель Цзян Цзэминь (председатель)
- Казахстан — президент Нурсултан Назарбаев
- Кыргызстан — президент Аскар Акаев
- Россия — президент Владимир Путин[2]
- Таджикистан — президент Эмомали Рахмон
- Узбекистан — президент Ислам Каримов

## Итоговые документы
Подписана Шанхайская декларация, положившая начало созданию нового объединения — Шанхайской организации сотрудничества.
Также главами государств подписана «Шанхайская конвенция о борьбе с терроризмом, сепаратизмом и экстремизмом» и принято «Совместное заявление о подключении Узбекистана к механизму „Шанхайской пятёрки“».